# Pașalâc
Pașalâk (în turcă pașalık) este numele uneia dintre Subdiviziunilor Imperiului Otoman.
Termenul derivă din pașa, denotând calitatea, funcția sau jurisdicția unui pașă sau teritoriul administrat de acesta.
În sursele europene, termenul „pașalâc” se referă în general la eyalet.

## Guvern
A fost aplicat sistemul timar, cum ar fi Abisinia, Alger, Egipt, Bagdad, Basra și Lahsa, care erau mai autonome decât celelalte. În loc să strângă veniturile provinciale prin intermediul spahiilor, beglerbegii au transferat sume anuale fixe la Istanbul, cunoscută sub numele de salyane.
Până în 1500, cele patru eyalete (pașalâcuri) centrale ale Imperiului, Rumelia, Anatolia, Rum și Karaman, erau sub stăpânire directă. Țara Românească, Moldova și Hanatul Crimeii, teritorii pe care Mehmed al II-lea le-a adus sub suzeranitatea sa, au rămas în controlul dinastiilor autohtone tributare Sultanului. La fel și Regatul Ungariei a procedat după Bătălia de la Mohács (1526).

## Vezi și
- Raia
- Sangeac